# Thlaspideae
Thlaspideae es una tribu de plantas pertenecientes a la familia Brassicaceae.

## Géneros
- Alliaria Heist. ex Fabr.
- Apterigia Galushko = Thlaspi L.
- Camelinopsis A. G. Mill.
- Didymophysa Boiss.
- Elburzia Hedge
- Gagria M. Král = Pachyphragma (DC.) Rchb.
- Graellsia Boiss.
- Myagropsis hort. ex O. E. Schulz = Sobolewskia M. Bieb.
- Pachyphragma (DC.) Rchb.
- Parlatoria Boiss.
- Peltaria Jacq.
- Peltariopsis (Boiss.) N. Busch
- Physalidium Fenzl = Graellsia Boiss.
- Pseudocamelina (Boiss.) N. Busch
- Pseudovesicaria (Boiss.) Rupr.
- Sobolewskia M. Bieb.
- Thlaspi L.